# Зандвервен
Зандвервен (нід. Zandwerven) — селище в нідерландській провінції Північна Голландія. Входить до муніципалітету Опмер.
Його площа становить 2,79 км², а населення станом на 2021 рік складало 115 осіб.
Перша згадка про населений пункт датується 1653 роком.